# Бухари, Нурдин
Нурдин Бухари (араб. نورالدين بخاري‎; род. 30 июня 1980, Роттердам, Южная Голландия) — нидерландский футболист марокканского происхождения, выступал на позиции полузащитника; тренер. Выступал за сборную Марокко.

## Клубная карьера
Нурдин Бухари начал карьеру в молодёжных клубах «Нептюнус» и ХОВ из Роттердама. Позже Нурдин попал в молодёжный состав роттердамской «Спарты». В 1999 году Бухари попал в основную команду клуба. Дебют Нурдина за «Спарту» состоялся 9 февраля 2000 года в матче против АЗ, который завершился победой АЗ со счётом 4:0. В своём первом сезоне Нурдин сыграл 17 матчей и забил 3 мяча в чемпионате Нидерландов 1999/00. Всего в составе «Спарты» Нурдин провёл 76 матчей и забил 13 мячей.
В 2002 года Нурдин перешёл в амстердамский «Аякс», подписав с клубом контракт на четыре года. Его дебют состоялся 1 сентября 2002 года в матче против «Гронингена». В сезоне 2002/03 Бухари провёл 22 матча и забил 6 мячей за «Аякс». В 2003 году Нурдин перешёл на правах аренды в клуб НАК Бреда из города Бреда. За НАК Наурдин провёл 28 матчей и забил 5 мячей. После возвращения из аренды Нурдин вернулся в основной состав «Аякса». Всего в составе амстердамского клуба Бухари провёл 69 матчей и забил 14 мячей, становился обладателем Суперкубка Нидерландов в 2002 и 2005 году и обладателем Кубка Нидерландов в 2006 году.
В 2006 году Нурдин присоединился к клубу французской лиги «Нант». За «Нант» Бухари отыграл всего 9 матчей и забил 2 мяча, после которых в январе 2007 года на правах аренды перешёл в нидерландский клуб АЗ. Дебют за АЗ состоялся 3 февраля 2007 года в матче против ПСВ. После возвращения из аренды в «Нант» Бухари отказался выступать за клуб, так как «Нант» вылетел во второй французский дивизион.
7 июля 2007 года Нурдин вернулся в «Спарту» и подписал с клубом контракт на три года. После одного проведённого сезона за «Спарту» Нурдин перешёл в клуб из Саудовской Аравии «Аль-Иттихад». Однако руководство «Спарты» так и не получило денежную компенсацию за переход Бухари от «Аль-Иттихад», руководство которого заявило, что, возможно, откажется от этого трансфера, так игрок находится в плохой физической форме. Но руководство «Спарты» отказалось от возвращения Нурдина в их клуб.
В 2008 году Бухари покинул «Аль-Иттихад» и вернулся в Нидерланды, где в декабре 2008 года тренировался в своём бывшем клубе НАК Бреда. В январе 2009 года Нурдин подписал контракт с НАК Бреда до конца сезона 2008/09.
31 августа 2012 года Нурдин подписал однолетний контракт с клубом «Валвейк».
В январе 2014 года Бухври подписал контракт на полгода со «Спартой». Для 33-летнего футболиста это было уже второе возвращение в команду из Роттердама. Он сыграл за «Спарту» одиннадцать матчей в Эрстедивизи, а также забил один гол в стыковых матчах за выход в Эредивизи. В мае руководство клуба объявило, что не будет продлевать контракт с Нурдином. Тем не менее, после истечения контракта, полузащитник остался тренироваться с первым составом «Спарты». После завершения карьеры игрока остался в тренерской системе «Спарты».

## Карьера в сборной
Нурдин родился в Нидерландах, но его родители являются выходцами из Марокко и поэтому Бухари решил выступать за национальную сборную Марокко, в которой Нурдин дебютировал ноябре 2001 года в товарищеском матче против сборной Замбии.

## Достижения
«Аякс»
- Обладатель Суперкубка Нидерландов: 2002, 2005
- Обладатель Кубка Нидерландов: 2005/06

 «Висла»
- Чемпион Польши: 2010/11